# جک بانیستر (بازیکن فوتبال)
جک بانیستر (انگلیسی: Jack Bannister؛ زادهٔ ۲۶ ژانویهٔ ۱۹۴۲) بازیکن فوتبال اهل بریتانیا است.
از باشگاه‌هایی که در آن بازی کرده‌است می‌توان به باشگاه فوتبال وست برومویچ آلبیون، باشگاه فوتبال کریستال پالاس، باشگاه فوتبال کمبریج یونایتد، باشگاه فوتبال لوتون تاون، باشگاه فوتبال اسکانتورپ یونایتد، و باشگاه فوتبال دانستیبل تاون اشاره کرد.